# Gasfackling

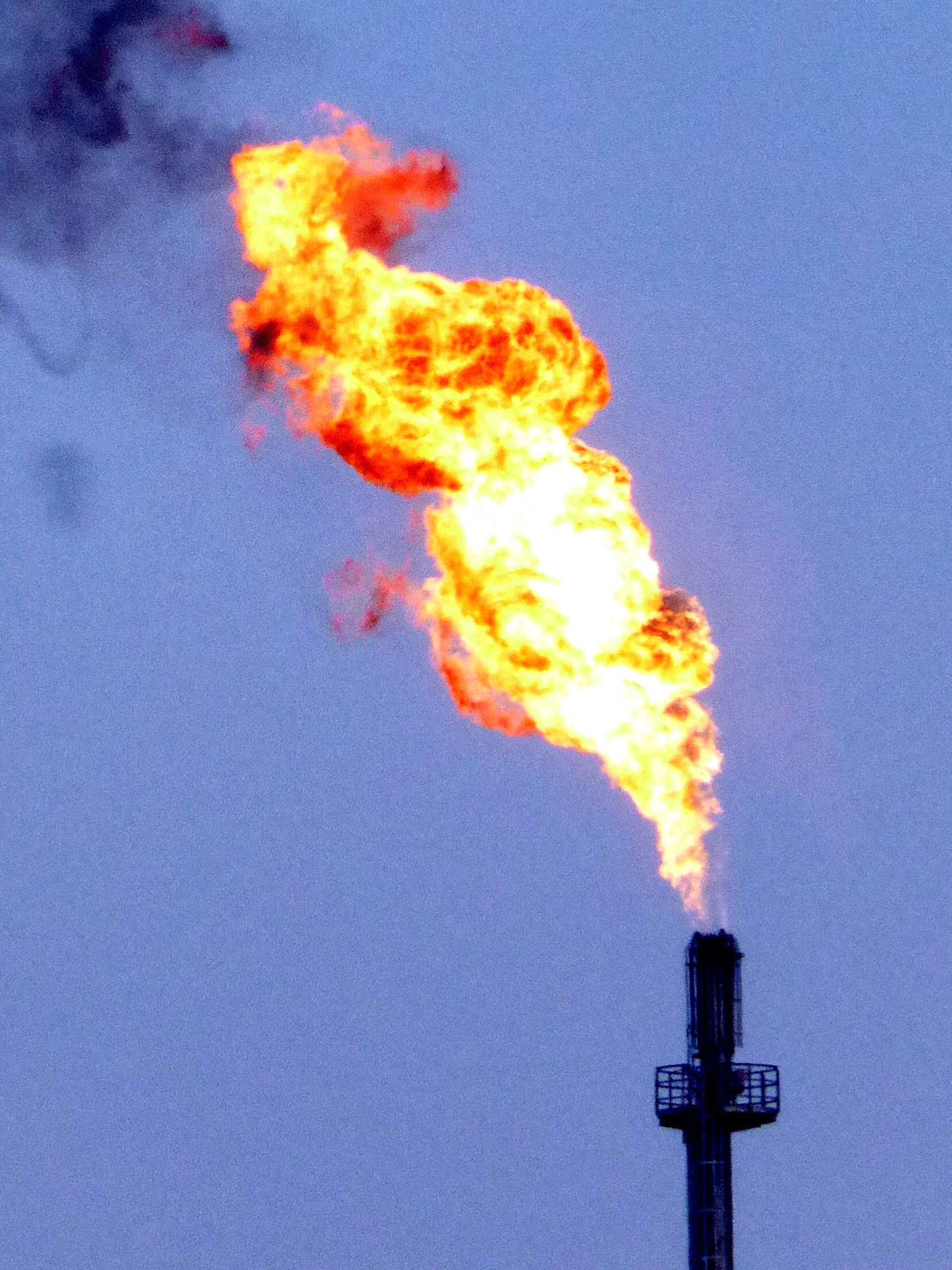
Gasfackling vid ett raffinaderi

Gasfackling är en industriprocess som innebär att bränna överskottsgas på oljefält, i raffinaderier eller vid petrokemiska fabriker. Bränningen sker oftast enbart för att elda upp gasen. Värmeenergin tas inte tillvara. 

## Inledning
Storskalig fackling av gas sker främst i tre sammanhang; 
1. I samband med oljeutvinning
2. Där gas kommer upp ur marken
3. I vissa processindustrier

## Gasfackling i samband med oljeutvinning
Det kommer ofta upp gas samtidigt som det kommer upp råolja ur borrhål i marken. Tyvärr finns oljeborrhål sällan på samma ställen som det finns en marknad / användning för gasen. Därför facklas mycket gas, utan att energin nyttjas. Stora mängder fossil koldioxidgas (CO2) bildas, utan att mänskligheten får något tillbaka. Då gas kommer upp ur marken samtidigt med råolja, kallas den ofta för associerad gas.

## Gasfackling där gas kommer upp ur marken
På många håll i världen kommer det upp brännbara gaser ur marken. Då jordskalv är vanligt i vissa av de områden i världen där det finns stora gasreserver, ger det upphov till att gaser strömmar ut ur sprickor i marken. De antänds ofta med flit, så att gasen omvandlas till den svagare växthusgasen koldioxid. Det optimala är givetvis att använda gasen till något, men det sker inte alltid; Kanske finns inga köpare av gas i närheten, och gasvolymerna är för små för att ett bygge av en pipeline bort till köpare av gas ska löna sig.

## Gasfackling i vissa processindustrier
Processindustrier facklar mycket gas. Gas som uppstår som biprodukt. exempel är stålverk, 
petrokemisk industri.

## Konsekvenser och alternativ
Gasfacklingen i världen ger 250 till 400 miljoner ton fossil CO2 per år. Energin i gasen hade kunnat omvandlas till till exempel LPG, LNG eller till flytande GTL-drivmedel. Eller till petrokemikalier som till exempel metanol eller handelsgödsel. Dessa produkter hade haft ett högt pris på världsmarknaden. Till exempel den tyska tidningen Der Spiegel tror att ekonomiska värden på ca 40 miljarder US dollar förstörs varje år. Gasfackling i samband med oljeutvinning och på grund av naturligt läckage ur marken, som sätts i brand, sker i störst skala. 
Då facklingen är mycket omfattande och storskalig, är det önskvärt att den energin istället användes till produktion av till exempel el, fjärrvärme (i kalla delar av världen), flytande petrokemikalier och till gasformiga och flytande drivmedel via kemisk omvandling. Exempelvis Ryssland facklar ca 30 miljarder kubikmeter (m3) gas per år, vilket i energi motsvarar minst 30 miljoner m3 dieselolja. Det är lika mycket energi som Tysklands årliga konsumtion av dieselolja.